# Șîroke, Krîvîi Rih
Șîroke (în ucraineană Широке) este localitatea de reședință a comunei Șîroke din raionul Krîvîi Rih, regiunea Dnipropetrovsk, Ucraina.

## Demografie
Componența lingvistică a localității Șîroke
     Ucraineană (91,17%)
     Rusă (8,45%)
     Alte limbi (0,37%)
Conform recensământului din 2001, majoritatea populației localității Șîroke era vorbitoare de ucraineană (91,17%), existând în minoritate și vorbitori de rusă (8,45%).